# Monnina ovata
Monnina ovata är en jungfrulinsväxtart som beskrevs av Ramón Alejandro Ferreyra. Monnina ovata ingår i släktet Monnina och familjen jungfrulinsväxter. Inga underarter finns listade i Catalogue of Life.